# Peloridiidae
Peloridiidae é uma família de Hemiptera que inclui 18 géneros e 34 espécies de insectos que se alimentam de briófitos, de hepáticas e de plantas. Considerados fósseis vivos, são pequenos animais, variando em comprimento de 2 a 4 mm, com distribuição natural alargada no Hemisfério Sul.

## Géneros
A família Peloridiidae inclui os seguintes géneros:
- Craspedophysa Burckhardt, 2009
- Hackeriella Evans, 1972
- Hemiodoecellus Evans, 1959
- Hemiodoecus China, 1924
- Hemiowoodwardia Evans, 1972
- Howeria Evans, 1959
- Idophysa Burckhardt, 2009
- Kuscheloides Evans, 1982
- Oiophysa Drake & Salmon, 1950
- Oiophysella Evans, 1982
- Pantinia China, 1962
- Peloridium Breddin, 1897
- Peloridora China, 1955
- Peltophysa Burckhardt, 2009
- Rhacophysa Burckhardt, 2009
- Xenophyes Bergroth, 1924
- Xenophysella Evans, 1982